# Johann Ludwig Avenarius
Johann Ludwig Avenarius (getauft 14. Juni 1735 in Mühlhausen; gestorben 12. Dezember 1805 in Calbe) war ein preußischer Jurist.

## Leben

### Familie
Johann Ludwig Avenarius war der Sohn des preußischen Residenten Georg Ludwig Avenarius und dessen Ehefrau Johanna Dorothea († 1779), die Tochter von Benjamin Eisenhardt († 1766), Archidiakon in Mühlhausen.
Er heiratete im Juli 1773 in Magdeburg Auguste Agnes (* 1748; † 1798), die Tochter des Kammerrats und Verfasser landwirtschaftlicher Schriften, Johann Andreas Herzog (1715–1798), zu dessen Schülern auch der Landwirtschaftsreformer Johann Christoph von Woellner gehörte; gemeinsam hatten sie zwei Söhne. Ihr Sohn Johann Ludwig Carl August Avenarius (* 10. Februar 1774 in Mühlhausen; † 5. Januar 1838 in Orschen im Kreis Preußisch Eylau) war mit dem Prinzen Louis Ferdinand von Preußen, dessen Sekretär er war, befreundet.
Sein Enkel war der Buchhändler Eduard Avenarius (* 5. Oktober 1809 in Halberstadt;  † 20. Februar 1885 in Dresden) und sein Urenkel dessen Sohn der Dichter Ferdinand Avenarius.

### Werdegang
Johann Ludwig Avenarius kam 1749 an die Landesschule Pforta, bis er diese 1755 wieder beendete; in dieser Zeit lernte er den späteren Theologen Karl Friedrich Bahrdt kennen.
Er immatrikulierte sich im April 1755 an der Universität Helmstedt und studierte Rechtswissenschaften; 1757 wechselte er an die Universität Göttingen.
Er trat 1758 in das landgräflich-hessische Husaren-Korps ein und nahm während des Siebenjährigen Kriegs als Kornet und Adjutant an Gefechten gegen Franzosen und der Reichsarmee teil; nach 1764 schied er aus dem Militärdienst wieder aus und kehrte nach Mühlhausen zurück.
Am 10. November 1771 wurde er Adjunkt seines Vaters und zugleich zum Kriegsrat ernannt. Nach dem Tod seines Vaters 1775 erhielt er das Amt des Residenten im Thüringer Kreis; mehrere Versuche, in andere Ämter zu gelangen, wurden abgelehnt, bis er am 9. April 1781 die Nachfolge von Carl Johann Wilhelm von Sandrart (1742–1796) als Steuerrat im Herzogtum Magdeburg, mit Sitz in Calbe antrat; Steuerrat war ein Titel, der in Preußen häufig den Hauptsteuer- oder Hauptzollinspektoren verliehen wurde. Carl Johann Wilhelm von Sandrart saß zu diesem Zeitpunkt noch bis zum 2. August 1781 für ein Jahr in Magdeburg in Festungshaft und wurde von Carl Friedrich Guichard (* 1749) vertreten.
Sein Nachfolger als Resident wurde der aus Mühlhausen stammende Christian Adolph Lutteroth (1756–1807).
Er gab Mitte 1800 sein Amt als Steuerrat auf; das Amt wurde nicht nachbesetzt, sondern die Geschäfte wurden durch die Steuerräte der benachbarten Inspektionen durchgeführt.